# بريت ماثر
بريت ماثر (بالإنجليزية: Brett Mather)‏ هو لاعب اتحاد الرغبي نيوزيلندي، ولد في 3 يناير 1984 في كرايستشرش في نيوزيلندا.